# Novomîkolaiivka, Dobrovelîcikivka
Novomîkolaiivka (în ucraineană Новомиколаївка) este un sat în comuna Hnativka din raionul Dobrovelîcikivka, regiunea Kirovohrad, Ucraina.

## Demografie
Componența lingvistică a localității Novomîkolaiivka
     Ucraineană (89,13%)
     Bulgară (6,52%)
     Rusă (2,17%)
     Belarusă (2,17%)
Conform recensământului din 2001, majoritatea populației localității Novomîkolaiivka era vorbitoare de ucraineană (89,13%), existând în minoritate și vorbitori de bulgară (6,52%), rusă (2,17%) și belarusă (2,17%).